# 夏休み "Summer Feeling"
『夏休み "Summer Feeling"（サマー・フィーリング）』は、日本のネオアコ・バンドである b-flower の変名バンド Five Beans Chup のEP。1999年に自主レーベル Seeds Records より発売された (SEEDS 003) 。

## 収録曲
1. 夏休み  
  - アルバム『The First Day of Summer』にも収録。
2. 僕はもう小さな子供ではない
3. 茶色と白のスパニエル  
  - アルバム『The First Day of Summer』にも収録。
4. 海の子

## クレジット
- 八野英史
- 岡部亘（岡部わたる）
- 宮大
- プロデュース・録音・ミックス : Five Beans Chup